# Surbiton Trophy 2006
Il Surbiton Trophy 2006 è stato un torneo di tennis facente parte della categoria ATP Challenger Series nell'ambito dell'ATP Challenger Series 2006. Il torneo si è giocato a Surbiton in Gran Bretagna dal 5 all'11 giugno 2006 su campi in erba.

## Vincitori

### Singolare
Mardy Fish ha battuto in finale  Wesley Moodie con il punteggio di 6–2, 7–6(1)

### Doppio
Jordan Kerr /  Jim Thomas hanno battuto in finale  Wayne Arthurs /  Chris Guccione con il punteggio di 6–2, 6–4